# おもちゃ箱革命
『おもちゃ箱革命』（おもちゃばこかくめい）は、八木ちあきによる日本の漫画作品。『なかよし』（講談社）にて1988年3月号から1990年5月号まで連載された。単行本は同社の講談社コミックスなかよしより全5巻。
また、これを原作としたなかつのりこによる小説もあり、同社の講談社X文庫ティーンズハートより全1巻が刊行されている。

## 書誌情報

### 漫画
- 八木ちあき『おもちゃ箱革命』講談社〈講談社コミックスなかよし〉、全5巻
  1. 1988年12月6日第1刷発行、ISBN 978-4-06-178622-6[1]
  2. 1989年5月6日第1刷発行、ISBN 978-4-06-178633-2[2]
  3. 1989年12月6日第1刷発行、ISBN 978-4-06-178648-6[3]
  4. 1990年6月6日第1刷発行、ISBN 978-4-06-178662-2[4]
  5. 1991年10月8日第1刷発行、ISBN 978-4-06-178678-3[5]

### 小説
- 八木ちあき・なかつのりこ『おもちゃ箱革命』講談社〈講談社X文庫ティーンズハート〉、1994年第1刷発行、ISBN 4-06-199274-0